# 明宮そら
明宮 そら (あけみや そら)から、時 そら（とき そら）へ改名。主にインターネット上で活動する日本の占い師。
職業柄から生年は不明。フリーで活動。

## 略歴
小学生時に手相に出会った。
手相から興味を持ち始め、占いを学び始めた。その後、ダウジングや紫微斗数などを学び、主にオンライン上で占い鑑定をしている。

## 人物
30代から40代くらいの女性。波乱万丈な20代を過ごしていた。
非対面式の占いを得意とし、チャットやメールなどで相談者とやり取りをし開運へと導く「開運ナビゲーター」として鑑定を行っている。
東洋占術をメインにした紫微斗数、九星気学、ダウジング、数秘術、手相など、複数の占い方法を組み合わせることにより、多方面からのアドバイスを可能としている。

## 開運ナビゲーター
「占いは自分自信を知るための一つのツール。道筋を示して、行動するのは相談者の行動次第。」という理念を持つため、占い師ではなくナビゲーターとして活動している。
占った相談者に後日ヒアリングをしたところ、占ってもらったことに満足をし特に行動していなかったことを知る。それでは相談者の人生に何も変化はなく相手のためにならないと思い、占いの内容だけではなく行動も指し示している。
具体的には会話の中で、本人自身がDV被害者だったり生活保護受給者だったこともあり、福祉関係の話を詳しく聞かせてもらえ、アドバイスをもらえた。